# シギ (歌手)
シギ（1987年4月21日 - ）は、日本の女性シンガーソングライター。埼玉県川口市出身。身長152cm。所属レコードレーベルはエピックレコードジャパン。血液型O型。亜細亜大学卒。

## 人物
“シギ”というアーティストネームは鳥類のシギに由来し、小学6年生の頃から使っている。初めて路上ライブに出ようと思った時に名前がほしいと思い、姉に相談。「シギという名の幸せを運ぶ鳥がいる」と教えてもらい、気に入って名乗るようになった。
ライブパフォーマンスが特徴的であり、「激情ちゃん」というキャッチコピーはその演奏スタイルから由来する。アマチュア時代には、過去に出演していたライブハウスの店長に、激情的な歌を歌うところから「歌うDEATH NOTE」と命名されたこともある。また、レーベルの先輩にあたるいきものがかりの吉岡聖恵からは「独特の世界観」と評されている。

## 来歴
1998年、小学生の頃より作詞を始め、小学5年生の時にバーゲンセールで母親にギターを買ってもらったことをきっかけに音楽に触れるようになった。特にギターに興味があったわけではないが、「買ってもらったのなら弾かなくちゃ」と思い、自分で教則本を買ってきてコードを覚えるところから始めた。小学6年生の時に作詞作曲を始め、初めての楽曲「道しるべ」を作る。地元駅の川口駅前で路上ライブも行うようになる。“シギ”という名前はその時から使うようになった。
2000年、中学校に進学したのを期に、路上からライブハウスへ活動の場を移し、多数のイベント等に出演するようになる。中1の時に10代限定のコンテストに応募し、初めてマイクを通して歌った。地区大会で優勝して関東大会に出場、人生2回目のライヴをその会場のZEPP TOKYOで経験した。それからライブハウスに出るようになった。
2002年、自主制作でアルバム『The second way back』を発表する。
2003年、高校に入ると、音楽仲間との出会いからハードコア音楽のイベントに一人で出演し、弾き語りで歌うことが多くなった。
2005年、高校3年生の時にライブハウスで共演していた知人が地元のラジオ局でレギュラー番組を持っており、その紹介でNACK5・bay fm共催によるオーディション番組『OLEっち』に出演、4週勝ち抜いて優勝する。そのときの色々な出会いが、のちのデビューにつながった。
2008年7月2日、シングル「証明」でエピックレコードジャパンよりメジャー・デビュー。タイトル曲は映画「カメレオン」の主題歌に抜擢された。11月8日には作詞・作曲をはじめた小学5年生の頃から、書き溜めてきた楽曲から選曲したメジャー初のミニアルバム『共鳴』を発表。収録曲の「ハナレバナレ」はアニメ「黒塚 KUROZUKA」のエンディングテーマに採用された。
2009年2月18日、シングル『輝いた』をリリース。アニメ「銀魂」のエンディングテーマに採用。10月、以前から何度も患ってきた突発性難聴が再発、すべてのライブをキャンセルして音楽活動を一時休止する。復帰後はラジオパーソナリティとして活動する他、ライブ活動も行っている。

## ディスコグラフィー

### シングル
|     | 発売日        | タイトル | 規格品番  | 備考                          |
| --- | ------------- | -------- | --------- | ----------------------------- |
| 1st | 2008年7月2日  | 証明     | ESCL-3077 | オリコン最高180位             |
| 2nd | 2009年2月18日 | 輝いた   | ESCL-3164 | オリコン最高22位、登場回数7回 |

### ミニアルバム
|     | 発売日         | タイトル | 規格品番  | 備考              |
| --- | -------------- | -------- | --------- | ----------------- |
| 1st | 2008年11月12日 | 共鳴     | ESCL-3131 | オリコン最高276位 |

### 参加作品
| 発売日         | タイトル                                     | 規格品番  | 収録曲              |
| -------------- | -------------------------------------------- | --------- | ------------------- |
| 2009年3月18日  | JUDY AND MARY 15th Anniversary Tribute Album | ESCL-3177 | 「KYOTO」カバー参加 |
| 2011年06月22日 | 銀魂BEST2                                    | SVWC-7781 | 3.輝いた            |

### インディーズアルバム
- The second way back（2002年）
- they are hope and despair to all persons.（2004年）
- Love to hide（2005年）

## ミュージックビデオ
| 監督         | 曲名                          |
| 河谷英夫     | 「ハナレバナレ」              |
| 木津裕史     | 「輝いた」                    |
| グ・スーヨン | 「証明」「証明 (Movie Ver.)」 |

## 出演

### テレビ
- 2008年07月18日 - NTV「音楽戦士 MUSIC FIGHTER」
- 2009年01月08日・02月12日 - NHK「MUSIC JAPAN」

### ラジオ番組
- 道しるべ（bay fm、2008年4月6日 - 2013年3月31日）

### Google+ ハングアウト
- シギのラジオ大学 Hangout OnAir Live（ラジオ大学、2013年4月7日 -）

## 出演イベント
- 2008年12月31日 - COUNTDOWN JAPAN 08/09
- 2010年11月13日 - MINAMI WHEEL 2010
- 2014年06月27日 - 共鳴レンサ vol.10
- 2014年10月13日 - MINAMI WHEEL 2014
- 2015年05月10日・09月11日 - INOMAN x GIANT proudly presents "Beautiful Ecstasy"
- 2015年10月31日 - 高円寺周遊型フェス「BOYS ON DREAM〜一生青春!!〜」略してボイドリ。Vol.2